# Louise Slaughter

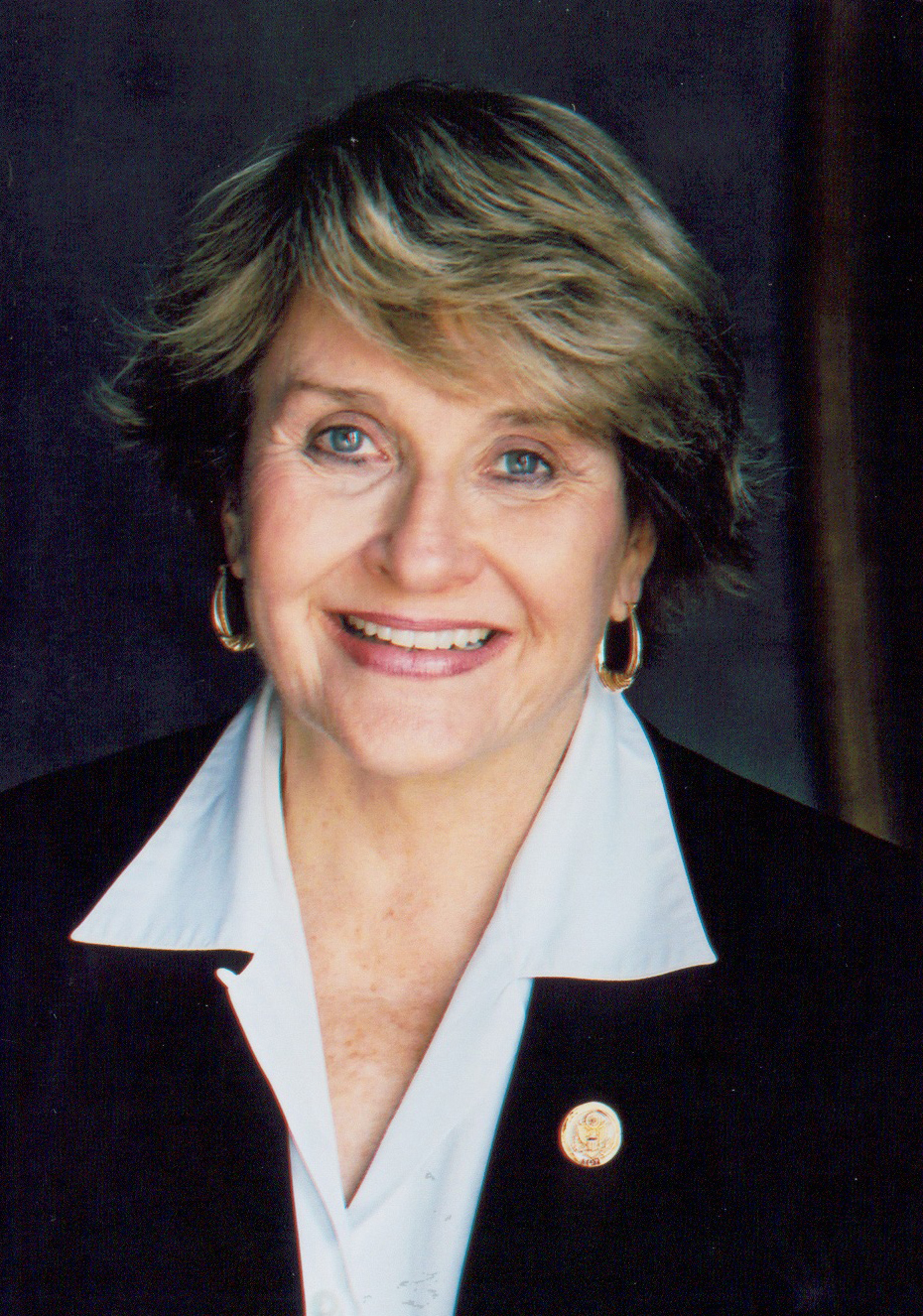
Louise Slaughter

Louise McIntosh Slaughter (* 14. August 1929 in Lynch, Harlan County, Kentucky; † 16. März 2018 in Washington, D.C.) war eine US-amerikanische Politikerin der Demokratischen Partei und von 1987 bis zu ihrem Tod Abgeordnete im Repräsentantenhaus der Vereinigten Staaten für den Bundesstaat New York.

## Familie, Ausbildung und Beruf

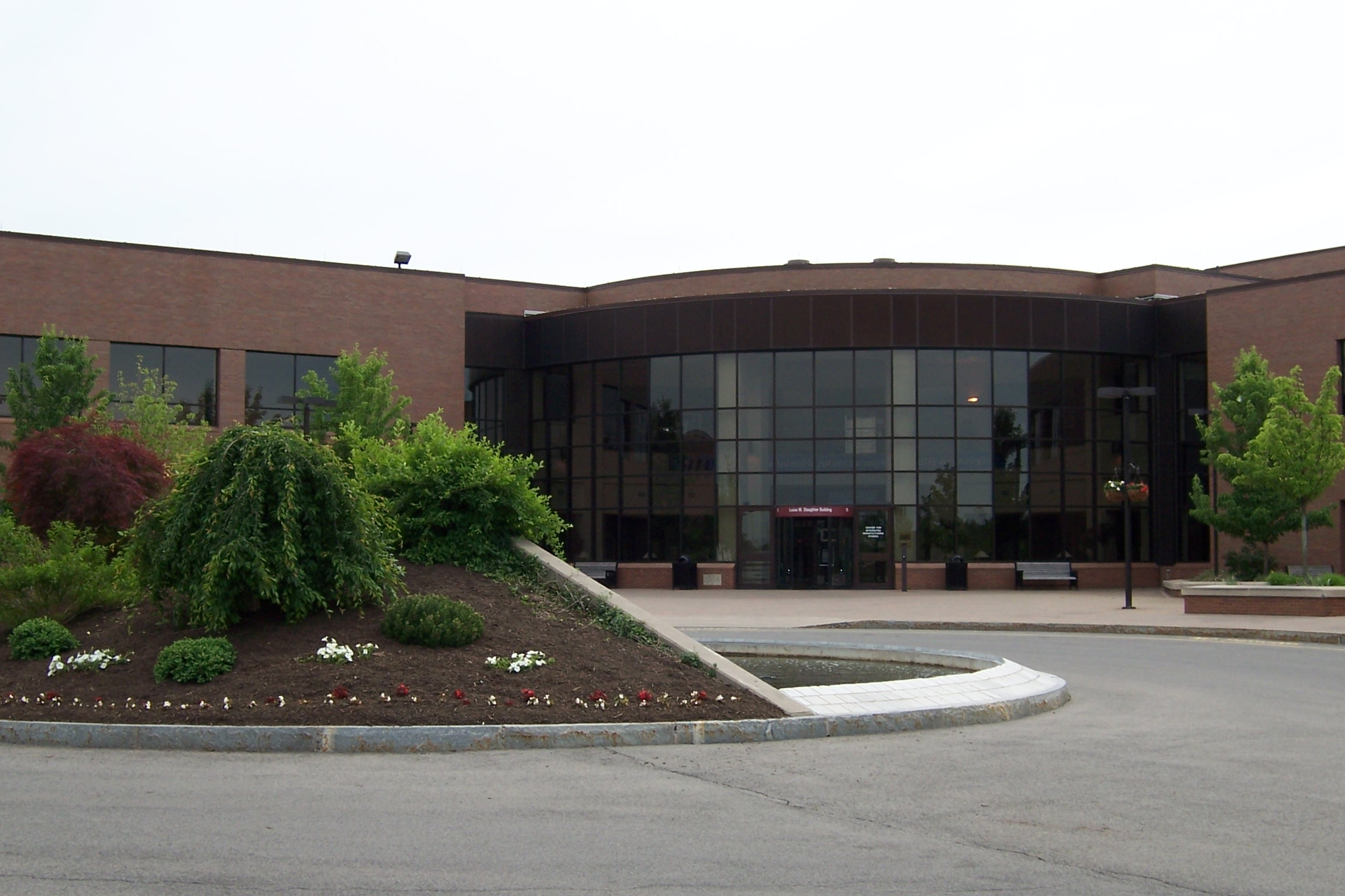
"The Louise M. Slaughter Building", Center for Integrated Manufacturing Studies facility, RIT

Louise Slaughter war die Tochter von „Mack“, einem Minenarbeiter, und Grace McIntosh. Ihren Geburtsnamen führte Slaughter als Mittelnamen. Sie studierte zunächst Mikrobiologie an der University of Kentucky in Lexington, wo sie 1951 mit einem Bachelor abschloss. An derselben Universität schloss sich ein Master-Studium der Gesundheitswissenschaften an, das sie 1953 erfolgreich beendete. Im Anschluss daran arbeitete Slaughter im Bereich Marktforschung für einen großen Chemiekonzern. Nach der Heirat mit Bob Slaughter kam der Umzug nach Fairport, einem Vorort von Rochester im Bundesstaat New York, wo sie bis zuletzt lebte. Das Ehepaar hatte drei Töchter.

## Politische Laufbahn
Ihr politisches Engagement begann mit ihrem Einsatz für Umweltschutz. Nach zwei missglückten Versuchen wurde Slaughter 1976 in die Legislative des Monroe County gewählt. 1979 legte sie ihr Mandat vor dessen Ende nieder, um als Regional Coordinator für Rochester im Büro des Vizegouverneurs von New York, Mario Cuomo, zu arbeiten. Von 1982 an war Slaughter vier Jahre Mitglied der New York State Assembly.
Nachdem sie bei der Wahl zum Repräsentantenhaus 1986 einen Sitz gewonnen hatte, zog sie am 3. Januar 1987 ins Repräsentantenhaus des 100. Kongresses ein. Sie vertrat stets den Kongresswahlbezirk des Bundesstaats New York, der die westlich gelegene Stadt Rochester einschloss, der zuerst der 30., dann der 28. und schließlich ab 2013 der 25. Bezirk war. Sie wurde stets wiedergewählt, zuletzt bei der Wahl im November 2016.
Während des 110. Kongresses wurde Slaughter als erste Frau zur Vorsitzenden des House Committee on Rules gewählt. Sie war Mitglied und zeitweise auch Vizevorsitzende in diversen Gremien und Interessensgruppen des Kongresses. Slaughter unterstützte Barack Obamas Präsidentschaftskandidatur.

## Tod und Ehrungen
Am 14. März 2018 wurde Slaughter mit einer Gehirnerschütterung aufgrund eines Sturzes in ihrem Haus ins George Washington University Hospital eingeliefert. Zwei Tage später starb sie dort im Alter von 88 Jahren. Zu diesem Zeitpunkt war sie die älteste Kongressabgeordnete.
Zu ihren Ehren wurde ein Gebäude des Rochester Institute of Technology nach ihr benannt.